# Teretrispa
Teretrispa là một chi bọ cánh cứng trong họ Chrysomelidae.
Chi này được miêu tả khoa học năm 1960 bởi Gressitt.

## Các loài
Các loài trong chi này gồm:
- Teretrispa gahniae Gressitt, 1960
- Teretrispa orchidaceae Gressitt, 1960